# ست مقالات عسكرية
ست مقالات عسكرية كتاب يضم مجموعة من المقالات العسكرية من كتابات الرئيس الصيني ماو تسي تونغ تتضمن دستور حرب العصابات الشعبية والمناهج العسكرية للحرب الشعبية ووسائلها الحديثة وأسسها المركزية والتي يمكن تطويرها بحسب كل منطقة أو بلد أو طبيعة.

## فصول الكتاب
يحتوي الكتاب على 6 فصول منها أخذ اسمه وهي:
- قضايا الاستراتيجية في الحرب الثورية الصينية
- قضايا الاستراتيجية في حرب العصابات المناهضة لليابات
- حول الحرب طويلة الأمد
- قضايا الحرب والاستراتيجية
- احشدوا قوات متفوقة لابادة قوات العدو واحدة
- الوضع الراهن ومهماتنا

يعتبر الكتاب دليلاً كاملاً في فنون الحرب الشعبية وحرب العصابات ودليل عمل عسكري متكامل لشمولية كافة المواضيع العسكرية المتعلقة بالحروب التي تخوضها القوات غير النظامية والمجموعات الفدائية المسلحة، وأثبتت هذه النظريات عظمتها الاستراتيجية في مواطن عديدة مثل الحرب الكورية وحرب فيتنام والتمرد الماوي في الهند والنيبال والفلبين